# Lioudmila Chichova
Lioudmila Nikolayevna Chichova (en russe : Людмила Николаевна Шишова), née le 1er juin 1940 à Nijni Novgorod et décédée le 21 février 2004 dans la même ville, est une escrimeuse et entraîneuse soviétique.

## Palmarès
- Jeux olympiques
  -  Médaille d'or par équipes aux Jeux olympiques d'été de 1960 à Rome
  -  Médaille d'argent par équipes aux Jeux olympiques d'été de 1964 à Tokyo